# 小坂敏彦
小坂 敏彦（こさか としひこ、1947年9月17日 - ）は、香川県木田郡牟礼町出身で、読売ジャイアンツと日拓ホームフライヤーズ（日本ハムファイターズ）に所属したプロ野球選手（投手）である。

## 来歴・人物
小学5年の時に野球を始め、中学から投手となる。高松商業高校では、3年次の1965年にエースとして春夏連続で甲子園に出場した。春の選抜大会では、2回戦で米子東高校打線を完封すると、次の準々決勝でもPL学園打線も2点に抑え快勝。準決勝で藤田平らがいた市和歌山商業高校に1-3で敗れたが、ベスト4入りを果たす。同年の夏の甲子園では優勝候補に挙げられたが、1回戦で三池工業高校の上田卓三との延長13回に及ぶ投げ合いの末、1-2xとサヨナラ負けを喫した。三池工業はその後勝ち進み、「初出場初優勝」という快挙を成し遂げている。
高校卒業後は早稲田大学に進学するが、2年生までは制球に苦しんだ。3年生になった1968年の東京六大学野球の秋季リーグで、早稲田は田淵幸一らを擁した法政に競り勝ち、4シーズンぶり通算24回目の優勝を飾る。エースとして先発にリリーフに大車輪の活躍を見せた小坂は、優勝が懸かった最終週の早慶戦で2試合を投げていずれも完投勝ちし「胴上げ投手」となるなど、7勝を挙げてベストナインを獲得。翌1969年の第8回アジア野球選手権大会日本代表に選出される。リーグ通算36試合登板、22勝6敗、防御率1.68、218奪三振。大学同期には谷沢健一・荒川尭・小田義人などがおり、後に7人がプロ入りした。
1969年のドラフト会議で、読売ジャイアンツから1位指名を受けて入団。プロ1年目の1970年7月24日の対大洋ホエールズ戦で救援で初登板すると、28日の対中日ドラゴンズ戦で1点ビハインドの6回裏に救援登板し7回まで無失点に抑えると、直後に巨人が逆転して初勝利を挙げる。しかし、シーズンではこのは1勝に終わる。2年目からは2勝、4勝と勝ち星を増やした。1972年は6月末までに4勝1敗、防御率2.20と好成績を挙げ、オールスターゲームのファン投票でもかなりの票を集める。しかし、7月の北海道遠征を経て、環境の激変により体調を崩して全く勝てなくなってしまい、8月下旬以降は登板機会もなかった。
4年目のシーズンに備える1973年春季キャンプの1週間前に、高橋善正との交換トレードで渡辺秀武と共に日拓ホームフライヤーズへ移籍した。だが、この頃すでに肘に違和感を抱えており、思い通りの投球ができずにいた。1975年には2セーブを記録し、1976年に4年ぶりの勝ち星を挙げたが、活躍できず同年オフに引退。引退後はアクセサリー販売会社を経て、保険会社に勤務した。

## 選手としての特徴
小柄ながらオーバーハンドから投げ下ろす本格的なフォームから繰り出す速球やカーブに鋭い切れがあったが、精神面に起因する制球難があった。

## 詳細情報

### 年度別投手成績
| 年 度     | 球 団         | 登 板 | 先 発 | 完 投 | 完 封 | 無 四 球 | 勝 利 | 敗 戦 | セ 丨 ブ | ホ 丨 ル ド | 勝 率 | 打 者 | 投 球 回 | 被 安 打 | 被 本 塁 打 | 与 四 球 | 敬 遠 | 与 死 球 | 奪 三 振 | 暴 投 | ボ 丨 ク | 失 点 | 自 責 点 | 防 御 率 | W H I P |
| --------- | ------------- | ----- | ----- | ----- | ----- | -------- | ----- | ----- | -------- | ----------- | ----- | ----- | -------- | -------- | ----------- | -------- | ----- | -------- | -------- | ----- | -------- | ----- | -------- | -------- | ------- |
| 1970      | 巨人          | 6     | 0     | 0     | 0     | 0        | 1     | 1     | --       | --          | .500  | 34    | 8.0      | 4        | 1           | 7        | 0     | 0        | 4        | 1     | 0        | 5     | 4        | 4.50     | 1.38    |
| 1971      | 巨人          | 17    | 2     | 0     | 0     | 0        | 2     | 2     | --       | --          | .500  | 154   | 36.0     | 26       | 6           | 19       | 0     | 1        | 34       | 1     | 0        | 22    | 22       | 5.50     | 1.25    |
| 1972      | 巨人          | 23    | 8     | 1     | 0     | 0        | 4     | 4     | --       | --          | .500  | 300   | 70.0     | 66       | 9           | 31       | 1     | 0        | 40       | 0     | 0        | 31    | 30       | 3.86     | 1.39    |
| 1973      | 日拓 日本ハム | 7     | 1     | 0     | 0     | 0        | 0     | 1     | --       | --          | .000  | 47    | 12.0     | 4        | 2           | 11       | 0     | 2        | 6        | 0     | 0        | 5     | 4        | 3.00     | 1.25    |
| 1974      | 日拓 日本ハム | 4     | 0     | 0     | 0     | 0        | 0     | 0     | 0        | --          | ----  | 13    | 2.1      | 5        | 3           | 1        | 0     | 0        | 3        | 0     | 0        | 6     | 6        | 27.00    | 2.57    |
| 1975      | 日拓 日本ハム | 26    | 1     | 0     | 0     | 0        | 0     | 0     | 2        | --          | ----  | 52    | 12.0     | 12       | 1           | 6        | 0     | 0        | 8        | 1     | 0        | 7     | 6        | 4.50     | 1.50    |
| 1976      | 日拓 日本ハム | 22    | 0     | 0     | 0     | 0        | 2     | 0     | 0        | --          | 1.000 | 130   | 30.2     | 33       | 4           | 14       | 0     | 0        | 15       | 1     | 0        | 18    | 18       | 5.23     | 1.53    |
| 通算：7年 | 通算：7年     | 105   | 12    | 1     | 0     | 0        | 9     | 8     | 2        | --          | .529  | 730   | 171.0    | 150      | 26          | 89       | 1     | 3        | 110      | 4     | 0        | 94    | 90       | 4.74     | 1.40    |

- 日拓（日拓ホームフライヤーズ）は、1974年に日本ハム（日本ハムファイターズ）に球団名を変更

### 記録
- 初登板：1970年7月24日、対大洋ホエールズ12回戦（川崎球場）、8回裏無死から4番手で救援登板・完了、1回無失点
- 初勝利：1970年7月28日、対中日ドラゴンズ11回戦（中日スタヂアム）、6回裏1死から4番手で救援登板、1回2/3無失点
- 初先発：1971年7月15日、対阪神タイガース16回戦（後楽園球場）、6回2/3を1失点で敗戦投手
- 初先発勝利：1972年5月31日、対ヤクルトアトムズ10回戦（後楽園球場）、8回2/3を2失点
- 初安打：1972年6月18日、対ヤクルトアトムズ14回戦（後楽園球場）、6回裏に杉山重雄から単打
- 初完投：1972年6月23日、対ヤクルトアトムズ15回戦（明治神宮野球場）、9回2失点で勝利投手
- 初セーブ：1975年8月15日、対南海ホークス17回戦（大阪スタヂアム）、8回裏2死から救援登板、1/3回無失点

### 背番号
- 13 （1970年 - 1971年）
- 24 （1972年 - 1976年）